# أحمد راضي
أحمد راضي  (21 نيسان/أبريل 1964 - 21 حزيران/يونيو 2020)، سياسي، ولاعب كرة قدم عراقي سابق. يعد من أبرز لاعبي العصر الذهبي للكرة العراقية. اشتهر بتسجيله الهدف الوحيد للعراق أمام بلجيكا في نهائيات كأس العالم 1986. انتقل من العراق إلى الأردن عام 2006، وعاد عام 2007 ليعمل في السياسة نائبًا برلمانيًا. توفي في 21 حزيران/يونيو 2020 جراء إصابته بفيروس كورونا المستجد.

## بداياته
ولد أحمد راضي هميش الصالحي في 21 نيسان 1964، وبرزت مواهبه في سن مبكر مع نادي الزوراء العراقي الذي شهد تألقه، بعدها تألق أحمد راضي في كأس فلسطين للشباب التي كانت بداية شهرته العربية والتي أُقيمت في المغرب عام 1983، وبعدها لعب مع المنتخب الوطني وواصل تألقه مع المنتخب الأول حتى كان له دور بوصول العراق لنهائيات كأس العالم 1986، وهو صاحب الهدف العراقي الوحيد في كأس العالم 1986 على منتخب بلجيكا، كما حقق بطولة كأس الخليج خاصةً عام 1988 مع المنتخب العراقي حيث حصل على لقب هداف البطولة كما أُختير في هذا العام كأفضل لاعب في آسيا. وقد اختاره اتحاد التاريخ والإحصاء ضمن أفضل عشرة لاعبين في تاريخ آسيا في القرن العشرين.

## الحياة السياسية
دخل راضي المجال السياسي في العراق حيث أصبح عضواً في مجلس النواب العراقي عن كتلة جبهة التوافق العراقية عام 2008 وأصبح عضواً في لجنة الشباب والرياضة في المجلس.

## الحياة الشخصية
أحمد راضي متزوج ولديه ثلاثة بنات: هيا وتالا ولانا وابن واحد هو فيصل.

زوجة أحمد راضي وابنه الأصغر فيصل يوم 13 شباط 2022
هيا أحمد راضي

ابنته هيا طبيبة، حصلت على شهادة البكلوريوس في الطب من الجامعة الأردنية في عام 2016 وحصلت على الماجستير في الطب عام 2018. وفي يوم 17 أيار سنة 2022، اختيرت هيا عضوةً في مكتب اتحاد المرأة الدولي لكرة القدم.

## أهم انجازاته
- الدوري العراقي 5 مرات.
- كأس العراق 7 مرات
- بطولة ام المعارك مرة واحدة 1991
- دوري ابطال العرب 3 مرات.
- وصيف ابطال آسيا 1988
- تاهل لكاس العالم 1986
- تأهل للاولمبياد 1984 و1988

## وفاته
تُوفي أحمد راضي في بغداد في صباح يوم 21 حزيران 2020 بسبب مضاعفات مرض كورونا. وكان أحمد راضي قد دخل في يوم 13 حزيران مستشفى ابن النفيس ثم مستشفى ابن سينا ثم استقر في مستشفى النعمان بالأعظمية، بعد ظهور نتائج التحليل التي أكّدتْ إصابته بالمرض، ورقد في المستشفى ثم خرج منها، ثم ما لبث أن عاد إلى مستشفى النعمان مساء يوم 19 حزيران، بعد أن تدهورتْ حالته، فأعلن في نفس اليوم نقيب الصحفيين مؤيد اللامي عن سعيه إلى تجهيز طائرة طبية خاصة لنقل أحمد راضي إلى الأردن لكنه تُوفّيَ قبل ذلك. وفي ظهيرة يوم 21 حزيران، أعلن ديوان الوقف السني أنه تلقّى طلباً من عائلة أحمد راضي، المقيمين في الأردن، بغسله وتكفينه وإقامة صلاة الميت عليه، فاستجاب ديوان الوقف لذلك في اليوم نفسه، وتمّ دفنه في مقبرة الكرخ الإسلامية.

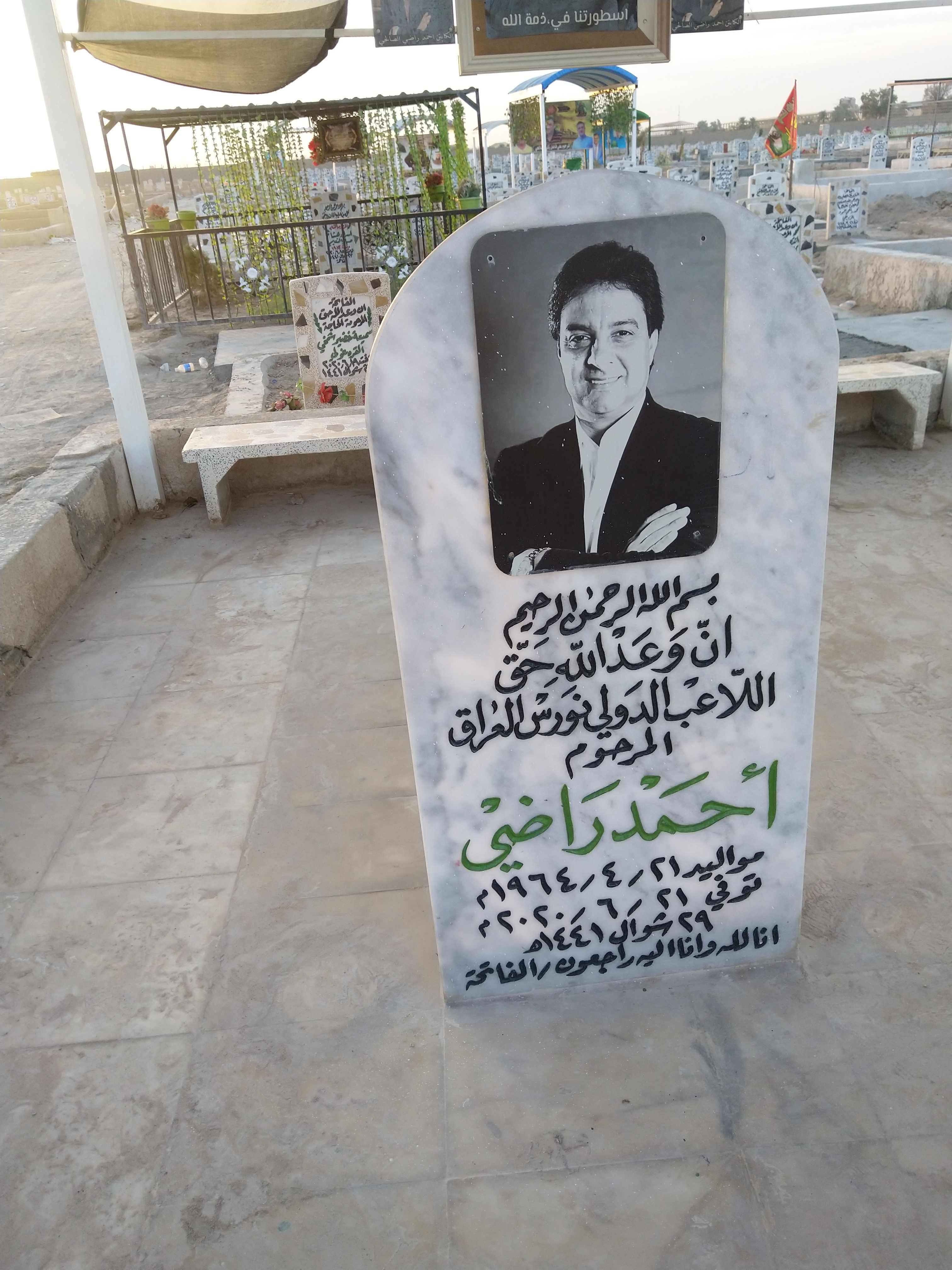
قبر أحمد راضي
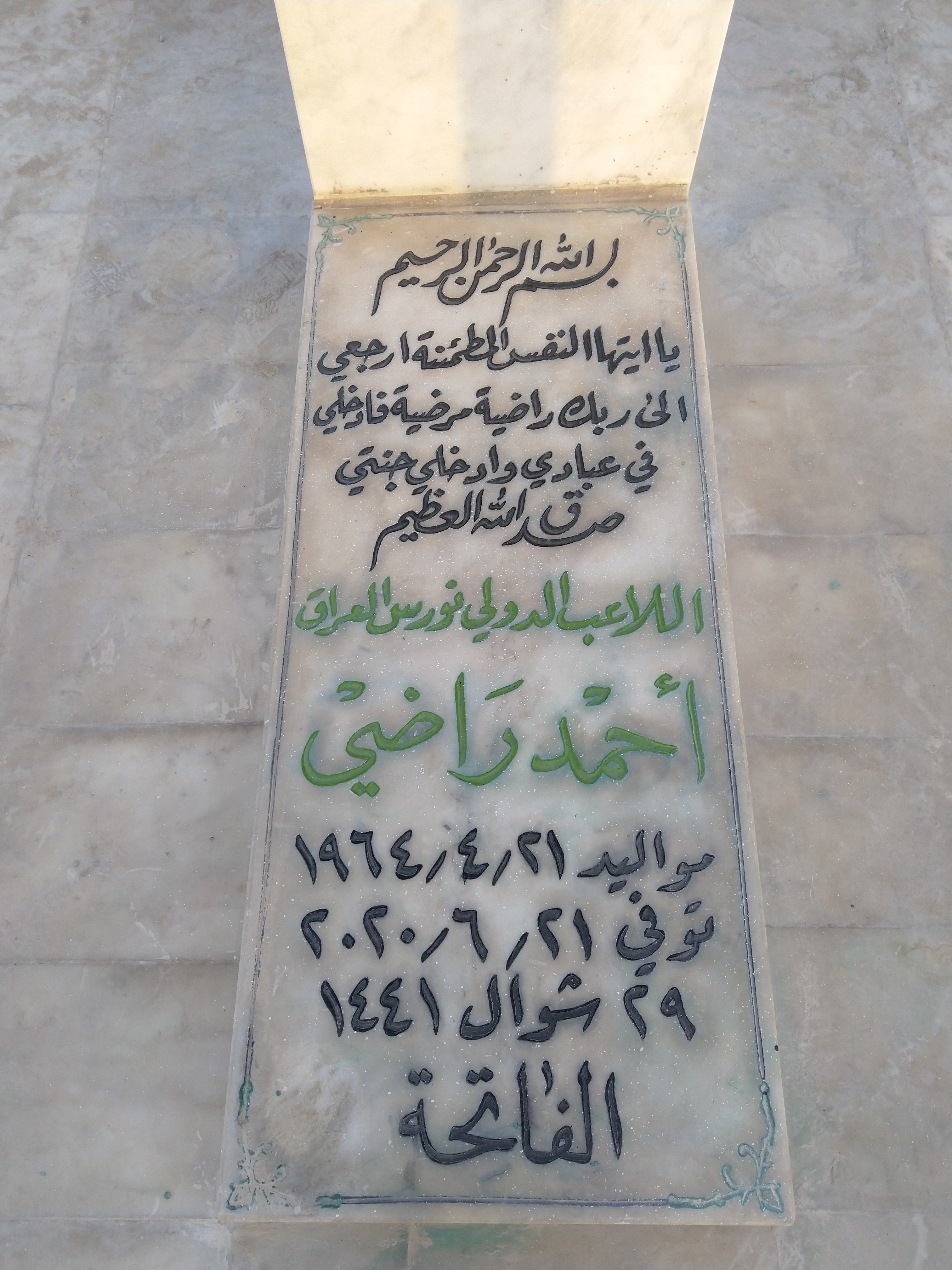
قبر أحمد راضي

## روابط خارجية
- أحمد راضي على موقع الاتحاد الدولي (مؤرشف)  (الإنجليزية)
- أحمد راضي على موقع قاعدة بيانات كرة القدم.إي يو (الإنجليزية)
- أحمد راضي على موقع ناشيونال فوتبول تيمز (الإنجليزية)
- أحمد راضي على موقع Soccerway.com (الإنجليزية)
- أحمد راضي على موقع عالم كرة القدم.نت (الإنجليزية)
- أحمد راضي على موقع اللجنة الأولمبية الدولية (الإنجليزية)
- أحمد راضي على موقع أوليمبيديا (الإنجليزية)